# Pierwszy rząd Deana Barrowa
Rząd Deana Barrowa − pierwszy rząd pod przewodnictwem Deana Barrowa ukonstytuował się po wyborach parlamentarnych w Belize w 2008 roku, wygranych przez Zjednoczoną Partię Demokratyczną. Rząd tworzyli posłowie i senatorowie Zjednoczonej Partii Demokratycznej.

## Skład rządu
Skład rządu w momencie powołania w lutym 2008 przedstawiał się następująco:

### Ministrowie
| Stanowisko                                                                        | Imię i nazwisko          | Od             | Do           | Uwagi                                                       |
| --------------------------------------------------------------------------------- | ------------------------ | -------------- | ------------ | ----------------------------------------------------------- |
| Premier                                                                           | Dean O. Barrow           | 8 lutego 2008  |              | poseł z okręgu Queen’s Square                               |
| Wicepremier                                                                       | Gaspar Vega              | 14 lutego 2008 |              | poseł z okręgu Orange Walk North                            |
| Minister bezpieczeństwa narodowego                                                | Carlos Perdomo           | 14 lutego 2008 | 9 marca 2012 | poseł z okręgu Caribbean Shores                             |
| Minister budownictwa i rozwoju miast                                              | Michael Finnegan         | 14 lutego 2008 |              | poseł z okręgu Mesopotamia                                  |
| Minister edukacji                                                                 | Patrick Faber            | 14 lutego 2008 |              | poseł z okręgu Collet                                       |
| Minister finansów                                                                 | Dean O. Barrow           | 14 lutego 2008 | 9 marca 2012 | równocześnie premier, poseł z okręgu Queen’s Square         |
| Minister pracy                                                                    | Anthony Martinez         | 14 lutego 2008 | 9 marca 2012 | poseł z okręgu Port Loyola                                  |
| Minister rolnictwa i rybołówstwa                                                  | Rene Montero             | 14 lutego 2008 | 9 marca 2012 | poseł z okręgu Cayo Central                                 |
| Minister rozwoju gospodarczego, handlu, przemysłu oraz ochrony konsumentów        | Erwin Contreras          | 14 lutego 2008 | 9 marca 2012 | poseł z okręgu Cayo West                                    |
| Minister ds. rozwoju, przemian społecznych i zmniejszenia ubóstwa                 | Peter Eden Martinez      | 14 lutego 2008 | 9 marca 2012 | poseł z okręgu Toledo East                                  |
| Minister ds. rozwoju wsi, samorządu lokalnego                                     | Gabriel Alberto Martinez | 14 lutego 2008 | 9 marca 2012 | poseł z okręgu Corozal South West                           |
| Minister służby publicznej                                                        | John B. Saldivar         | 14 lutego 2008 | 9 marca 2012 | poseł z okręgu Belmopan                                     |
| Minister spraw zagranicznych                                                      | Wilfred Elrington        | 14 lutego 2008 |              | równocześnie prokurator generalny, poseł z okręgu Pickstock |
| Minister środowiska i zasobów naturalnych                                         | Gaspar Vega              | 14 lutego 2008 | 9 marca 2012 | równocześnie wicepremier, poseł z okręgu Orange Walk North  |
| Minister transportu, komunikacji, gospodarki komunalnej i zarządzania kryzysowego | Melvin Hulse             | 14 lutego 2008 | 9 marca 2012 | poseł z okręgu Stann Creek West                             |
| Minister turystyki i lotnictwa cywilnego                                          | Jose Manuel Heredia Jr.  | 14 lutego 2008 | 9 marca 2012 | poseł z okręgu Belize Rural South                           |
| Minister zdrowia                                                                  | Pablo Marin              | 14 lutego 2008 |              | poseł z okręgu Corozal Bay                                  |

### Wiceministrowie
| Stanowisko                                                                  | Imię i nazwisko    | Od             | Do           | Uwagi                               |
| --------------------------------------------------------------------------- | ------------------ | -------------- | ------------ | ----------------------------------- |
| Wiceminister pracy                                                          | Edmond Castro      | 14 lutego 2008 | 9 marca 2012 | poseł z okręgu Belize Rural North   |
| Wiceminister ds. rozwoju, przemian społecznych i zmniejszenia ubóstwa       | Juan Coy           | 14 lutego 2008 |              | poseł z okręgu Toledo West          |
| Wiceminister ds. rozwoju wsi, samorządu lokalnego i zarządzania kryzysowego | Michael Hutchinson | 14 lutego 2008 | 9 marca 2012 | poseł z okręgu Belize Rural Central |
| Wiceminister środowiska i zasobów naturalnych                               | Elvin Penner       | 14 lutego 2008 | 9 marca 2012 | poseł z okręgu Cayo North East      |
| Wiceminister zdrowia                                                        | Arthur Roches      | 14 lutego 2008 | 9 marca 2012 | poseł z okręgu Dangriga             |